# Pantoporia venilia
Pantoporia venilia är en fjärilsart som beskrevs av Carl von Linné 1758. Pantoporia venilia ingår i släktet Pantoporia och familjen praktfjärilar. Inga underarter finns listade i Catalogue of Life.

## Bildgalleri

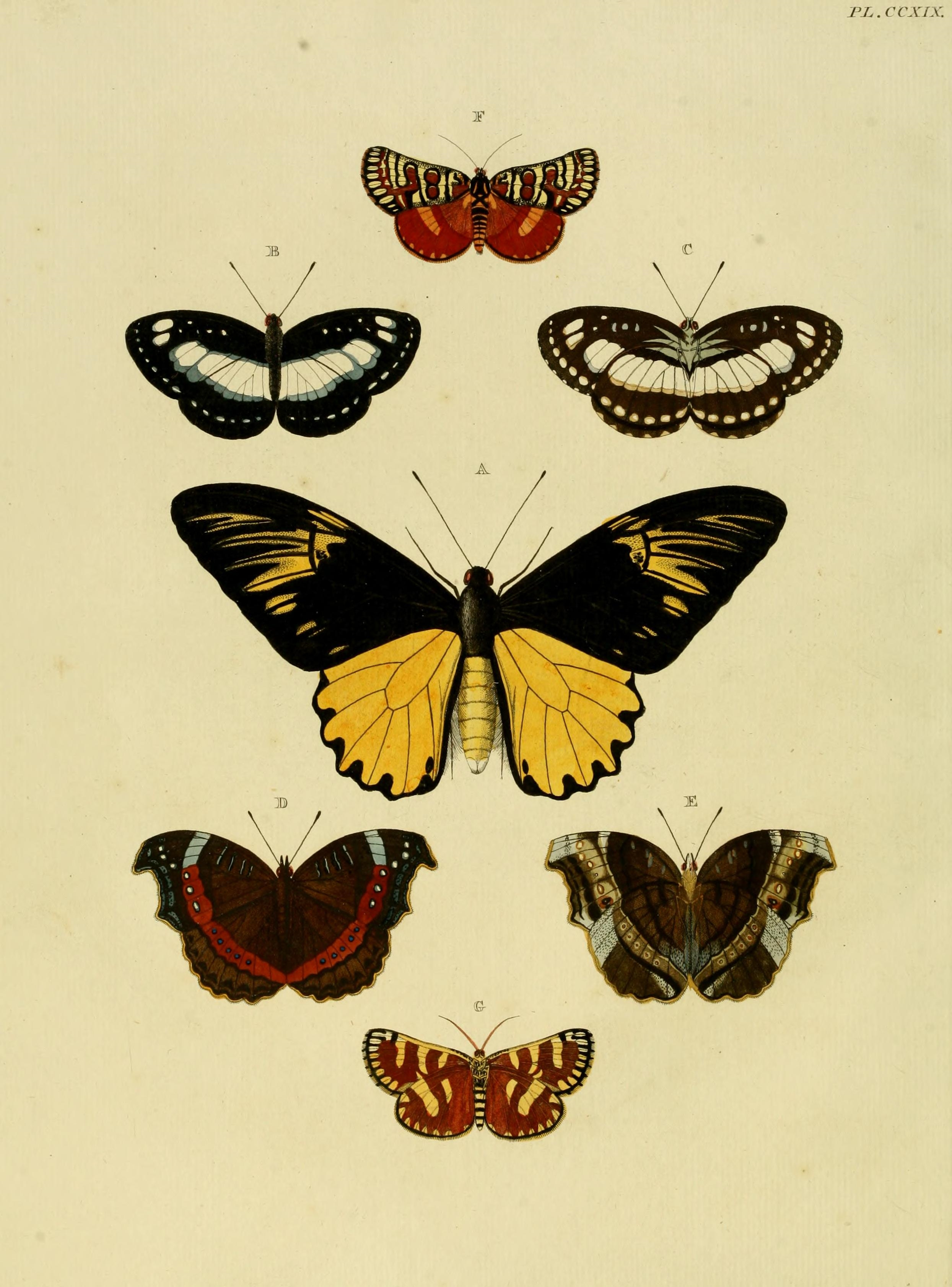
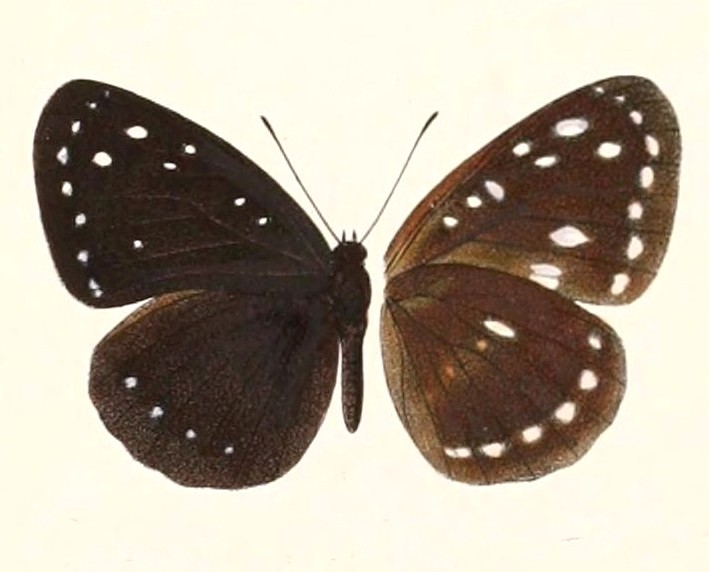
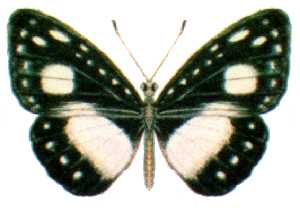